# Scytalopus bolivianus
El churrín boliviano (Scytalopus bolivianus), también denominado tapaculo boliviano (en Perú), es una especie de ave paseriforme perteneciente al numeroso género Scytalopus de la familia Rhinocryptidae. Es nativa de los Andes de Bolivia y Perú.

## Distribución y hábitat
Se distribuye desde el sureste de Perú (desde el norte de Puno, y posiblemente Ayacucho) hacia el sureste hasta el sur de Bolivia (Chuquisaca).
Es localmente bastante común en el sotobosque y en los bordes de bosques montanos, principalmente entre los 1100 y los 2300 m s. n. m. de altitud.

## Taxonomía
Es monotípica. Ya fue considerada una subespecie de Scytalopus femoralis, pero difieren en la vocalización.